# Phyllonorycter inusitatella
Phyllonorycter inusitatella är en fjärilsart som först beskrevs av Braun 1925.  Phyllonorycter inusitatella ingår i släktet guldmalar, och familjen styltmalar. Inga underarter finns listade i Catalogue of Life.